# Агрикола Ерендира (Енсенада)
Агрикола Ерендира (шп. Agrícola Eréndira) насеље је у Мексику у савезној држави Доња Калифорнија у општини Енсенада. Насеље се налази на надморској висини од 21 м.

## Становништво
Према подацима из 2010. године у насељу су живела 3 становника.

### Хронологија
| Година       | 2000          | 2005            | 2010 |
| ------------ | ------------- | --------------- | ---- |
| Становништво | 146 (82 / 64) | 400 (205 / 195) | 3    |

### Попис
| # | Индикатор                     | Вредност |
| - | ----------------------------- | -------- |
| 1 | Укупно домаћинстава           | 98       |
| 2 | Укупно насељених домаћинстава | 1        |
| 3 | Величина локације             | 1        |